# Världshavet

Världshavet.

Världshavet är ett namn på alla sammanbundna hav världen över. Det täcker totalt cirka 70 % av jordens yta. Ett världshav har i någon form existerat under flera eoner.

### Fotnoter
1. ↑  Joanna Rose (19 juni 2014). ”Allt vatten i världshaven kan ha kommit inifrån jorden”. Forskning och framsteg. http://fof.se/artikel/allt-vatten-i-varldshaven-kan-ha-kommit-inifran-jorden. Läst 6 november 2015.